# Prinsens Port
Prinsens Port er en byport gennem volden i Fredericia. 
Porten opførtes oprindeligt i 1660 og var dengang byens hovedport. Den første port var bygget af træ og var derfor allerede faldefærdig i 1709. En midlertidig fornyelse kunne ikke redde porten og man opførte derfor den nuværende grundmurede port i 1753. Lige indenfor volden ved Prinsens Port findes den fredede hovedvagtsbygning, der blev opført som vagt- og stokhus i 1735 i forbindelse med voldanlægget. 30 m indenfor porten står Landsoldaten.
Omkring 1900 stod det klart at porten blev en alvorlig flaskehals i forhold til trafikken ud og ind af byen. I 1924 opførte man derfor 50 meter sydligere Danmarks Port.
- Hovedvagten og Prinsens Port
- Mindeord for Hugo Matthiessen i muren ved porten